# Karkineta
Karkineta – gaun wikas samiti w zachodniej części Nepalu w strefie Dhawalagiri w dystrykcie Parbat. Według nepalskiego spisu powszechnego z 2001 roku liczył on 432 gospodarstw domowych i 2014 mieszkańców (1040 kobiet i 974 mężczyzn).